# Кутушево (Мелеузовский район)
Кутушево (баш. Ҡотош) — деревня в Мелеузовском районе Башкортостана, входит в состав Мелеузовского сельсовета.

## История деревни
Деревня Кутушево возникла после поражения башкирского восстания 1735—1740 гг. Носит имя старшины Тамьянской волости Кутуша Муртазина. Он упомянут в одном из документов за 1777 г. по продаже тамьянских земель по р. Белая недалеко от Бугульчана татарскому мурзе Ибрагиму Чанышеву. Известно, что у Кутуша было три сына — Абляс (1758—1818), Абдулла и Ахмет. У Абляса Кутушева было два сына — зауряд-хорунжий, 1788 г. Кузяхмет и 1802 г. Аллагузя. Известны 4 сына Кузяхмета Аблясова: 1815 г. Мухаметкузя (его сын Файзулла), 1817 г. Килдигузя, 1819 г. Кутлуахмет (его Мухаметша) и 1821 года рождения Махмут (его сын Хабибулла) Кузяхметовы. У Аллагузи Аблясова известен сын Валиахмет (1822 г.), его сыновья Мухаметзагир и Ягуда.
Абдулла Кутушев оставил одного сына Аллагузу (1808 г.), у которого были сыновья Магадий, Мухамадий. У Ахмета Кутушева известны сын Юмагул и внук Мухаметша.
К V ревизии в деревне было 25 дворов с населением 198 человек. Через 64 года на каждый из 62 дворов приходилось по 7 человек. В 7 дворах жили тептяри. В 1920 г. был 121 двор (5 человек на 1 двор).
В 1842 г. на 325 человек крестьяне засеяли озимого хлеба — 400, ярового — 1304 пуда. Полукочевое скотоводство переживало глубокий кризис. На всех жителей приходилось лишь 340 лошадей, крупного рогатого скота — 250, овец — 58, коз — 10 голов. В деревне имелось 36 ульев.

## Население
| 2002 | 2009 | 2010 |
| ---- | ---- | ---- |
| 439  | ↗524 | ↘490 |

Национальный состав
Согласно переписи 2002 года, преобладающая национальность — башкиры (90 %).

## Географическое положение
Находится на берегу реки Белой.
Расстояние до:
- районного центра (Мелеуз): 6 км,
- центра сельсовета (Каран): 11 км,
- ближайшей ж/д станции (Мелеуз): 6 км.

## Религия
В селе есть мечеть.

## Известные уроженцы
- Фазлиахметова, Насима Миннигалеевна (28 декабря 1931 — 29 декабря 1996) — телятница колхоза имени Мажита Гафури Мелеузовского района БАССР, Герой Социалистического Труда[5].